# Língua diúla
Diúla (dyula) ou jula é uma língua mandê falada em Burquina Fasso e Costa do Marfim. Faz parte do grupo das línguas mandingas, e é a mais próxima do bambara. De acordo com estimativas de 1990/1, é falada por 1 229 000 pessoas, das quais 1 000 000 são de Burquina Fasso, 179 000 da Costa do Marfim e 50 000 do Mali. É usada como língua comercial e é reconhecida como língua nacional em Burquina Fasso. É grafada com alfabeto latino e cúfico e não deve ser confundida com a língua diola do Senegal.
'Diula,  Dyula (ou Jula, Dioula, Julakan ߖߎ߬ߟߊ߬ߞߊ߲) é uma língua da Mande  falada em Burkina Faso, Costa do Marfim e Mali. É uma das línguas mandês e está mais intimamente relacionada à  Bambara, sendo mutuamente inteligível com essa, bem com as  Malinkas. É uma língua comercial na África Ocidental e é falada por milhões de pessoas, seja como primeira ou segunda língua. Como as outras línguas Mande, ele usa  tons. Pode ser escrita com  alfabeto latino, escrita  árabe ou Alfabeto N'ko.

## Sistemas de escrita e fonologia

### Alfabeto latino e ortografia
A ortografia dioula é regulamentada em Burkina Faso pela Subcomissão Dioula da Comissão Nacional de Línguas. Em 15 de julho de 1971, a Subcomissão Nacional de Dioula foi criada  e em 16 de julho de 1971, iniciou um estudo para definir o alfabeto Dioula. Um alfabeto foi publicado em 27 de julho de 1973 e ganhou status oficial em 2 de fevereiro de 1979. Algumas letras foram adicionadas posteriormente, ⟨ c, j⟩ para palavras emprestadas de outras línguas, e outras foram substituídas: ⟨ sh⟩ por ⟨ s⟩, e ⟨ ny⟩ por { {angbr | ɲ}} 
| Alfabeto Dioula | Alfabeto Dioula | Alfabeto Dioula | Alfabeto Dioula | Alfabeto Dioula | Alfabeto Dioula | Alfabeto Dioula | Alfabeto Dioula | Alfabeto Dioula | Alfabeto Dioula | Alfabeto Dioula | Alfabeto Dioula | Alfabeto Dioula | Alfabeto Dioula | Alfabeto Dioula | Alfabeto Dioula | Alfabeto Dioula | Alfabeto Dioula | Alfabeto Dioula | Alfabeto Dioula | Alfabeto Dioula | Alfabeto Dioula | Alfabeto Dioula | Alfabeto Dioula | Alfabeto Dioula | Alfabeto Dioula | Alfabeto Dioula | Alfabeto Dioula |
| --------------- | --------------- | --------------- | --------------- | --------------- | --------------- | --------------- | --------------- | --------------- | --------------- | --------------- | --------------- | --------------- | --------------- | --------------- | --------------- | --------------- | --------------- | --------------- | --------------- | --------------- | --------------- | --------------- | --------------- | --------------- | --------------- | --------------- | --------------- |
| A               | B               | C               | D               | E               | Ɛ               | F               | G               | H               | I               | J               | K               | L               | M               | N               | Ɲ               | Ŋ               | O               | Ɔ               | P               | R               | S               | T               | U               | V               | W               | Y               | Z               |
| a               | b               | c               | d               | e               | ɛ               | f               | g               | h               | i               | j               | k               | l               | m               | n               | ɲ               | ŋ               | o               | ɔ               | p               | r               | s               | t               | u               | v               | w               | y               | z               |
| Valor fonético  |                 |                 |                 |                 |                 |                 |                 |                 |                 |                 |                 |                 |                 |                 |                 |                 |                 |                 |                 |                 |                 |                 |                 |                 |                 |                 |                 |
| a               | b               | c               | d               | e               | ɛ               | f               | g               | h               | i               | ɟ               | k               | l               | m               | n               | ɲ               | ŋ               | o               | ɔ               | p               | r               | s               | t               | u               | v               | w               | j               | z               |

Em Burkina Faso, o alfabeto Dioula é composto de 28 letras, cada uma representando um único fonema. Na ortografia, as vogais longas são representadas por letras duplas; assim, / e / é escrito ⟨ e⟩ e / eː /, ⟨ ee⟩. A nasalização de uma vogal é escrita seguida por um n; por exemplo, / ẽ / é escrito ⟨ en⟩.
Os sete sons vocálicos também podem ser alongados / iː eː ɛː aː ɔː oː uː / ou nasalizados / ĩ ẽ ɛ̃ ã ɔ̃ õ ũ/.
A notação de tons foi recomendada em 1973, mas na prática eles não são escritos. O guia de transcrição publicado em 2003 não reitera essa recomendação. Os tons são observados apenas em trabalhos lexicográficos. No entanto, para evitar ambiguidades, a marcação de tons é obrigatória em certos casos.
Por exemplo:
- ⟨ a⟩  ele / ela  (pronome da terceira pessoa do singular)
- ⟨ á⟩  você  (pronome da segunda pessoa do plural)

### Alfabeto N’ko
A escrita  N'Ko é um sistema de escrita indígena para continuum de línguas linguagem, inventado em 1949 por Solomana Kante  Solomana Kanté, um educador guineense. Hoje, o script foi digitalizado como parte do Unicode, o que permite que seja facilmente usado online, mas a falta de financiamento e o status oficial do francês significa que o uso desse alfabeto acontece em grande parte fora da educação formal e não é usado sistematicamente em placas de rua, etc.

## Mídia
Dioula pode ser ouvida no filme  Noite da Verdade  de 2004, dirigido por Fanta Régina Nacro, a primeira diretora de Burkina Faso.